# فريسية جبلية
فريسية جبلية [بحاجة لمصدر](الاسم العلمي:Vriesea montana) هي نوع من النباتات يتبع جنس الفريسية من الفصيلة البروميلية.